# Jüdische Gemeinde (Hostouň)
Die Jüdische Gemeinde in Hostouň u Prahy (deutsch Hostaun), einer Stadt im Bezirk Okres Kladno in Tschechien, bestand bis 1938.

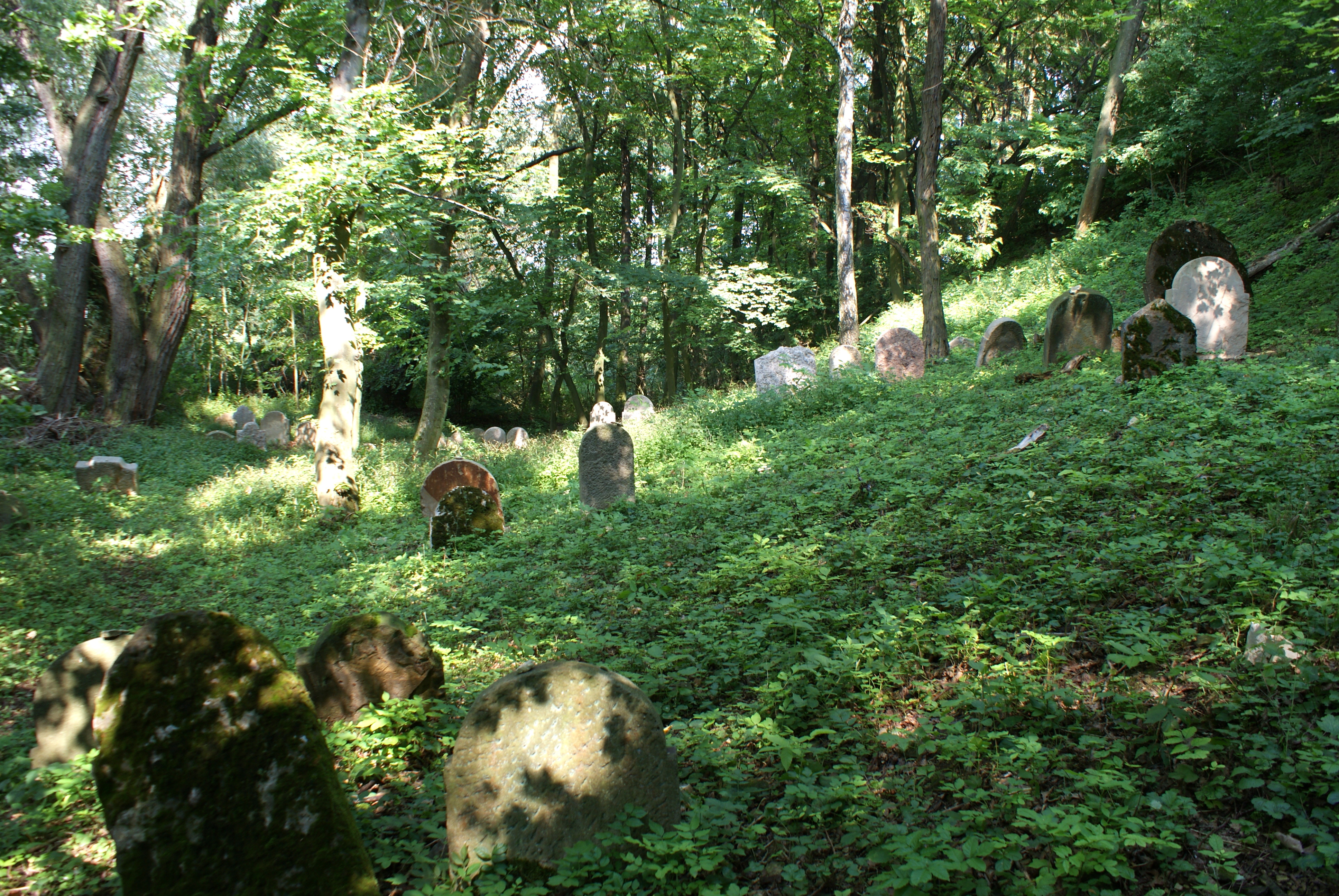
Alter Jüdischer Friedhof Hostouň

## Geschichte
Seit dem 16. Jahrhundert gab es Juden in Hostouň.
Besonders im 18. und 19. Jahrhundert gab es in Hostouň eine bedeutende jüdische Gemeinde.
Die jüdische Gemeinde Hostouň hatte eine Synagoge, einen Rabbiner, einen koscheren Schlachthof und eine Schule.
1792 erwähnte der Prager Rabbiner Ezechiel Landau einen Rabbi Natanael von Hostouň.
Im Jahr 1852 gab es in Hostau 64 jüdische Familien.
Die jüdische Gemeinde hatte einen Kilometer südwestlich von Hostouň einen Friedhof.
Als dieser zu klein geworden war, wurde er 1850 durch einen neuen jüdischen Friedhof erweitert, der etwas näher an der Ortschaft lag.
Ende des 19. Jahrhunderts zogen viele jüdische Familien von Hostouň weg in die größeren Städte Kladno, Slaný und Prag.
Das letzte Begräbnis auf dem neuen jüdischen Friedhof fand 1932 statt.
Die Synagoge wurde nach 1950 teilweise abgerissen und in ein Wohnhaus umgewandelt.

## Persönlichkeiten
- Ota Pavel (1930–1973), Schriftsteller und Journalist
- Antonin Raymond (1888–1976), Architekt